# Zawady (Skierniewice)
Pour les articles homonymes, voir Zawady.
Zawady est une localité polonaise de la gmina de Kowiesy, située dans le powiat de Skierniewice en voïvodie de Łódź.